# Ognio
Ognio (AFI: /ˈoɲɲo/; Êugno in ligure /ˈøːɲu/) è una frazione di 144 abitanti del comune di Neirone, nella città metropolitana di Genova. situata nella val Fontanabuona.
Comune autonomo dal 1797, fu aggregato al comune di Neirone nel 1804, pur mantenendo una propria separazione geografico-urbanistica (la località è l'unica con Roccatagliata a poter essere indicata direttamente nell'indirizzo postale omettendo il comune).

## Storia

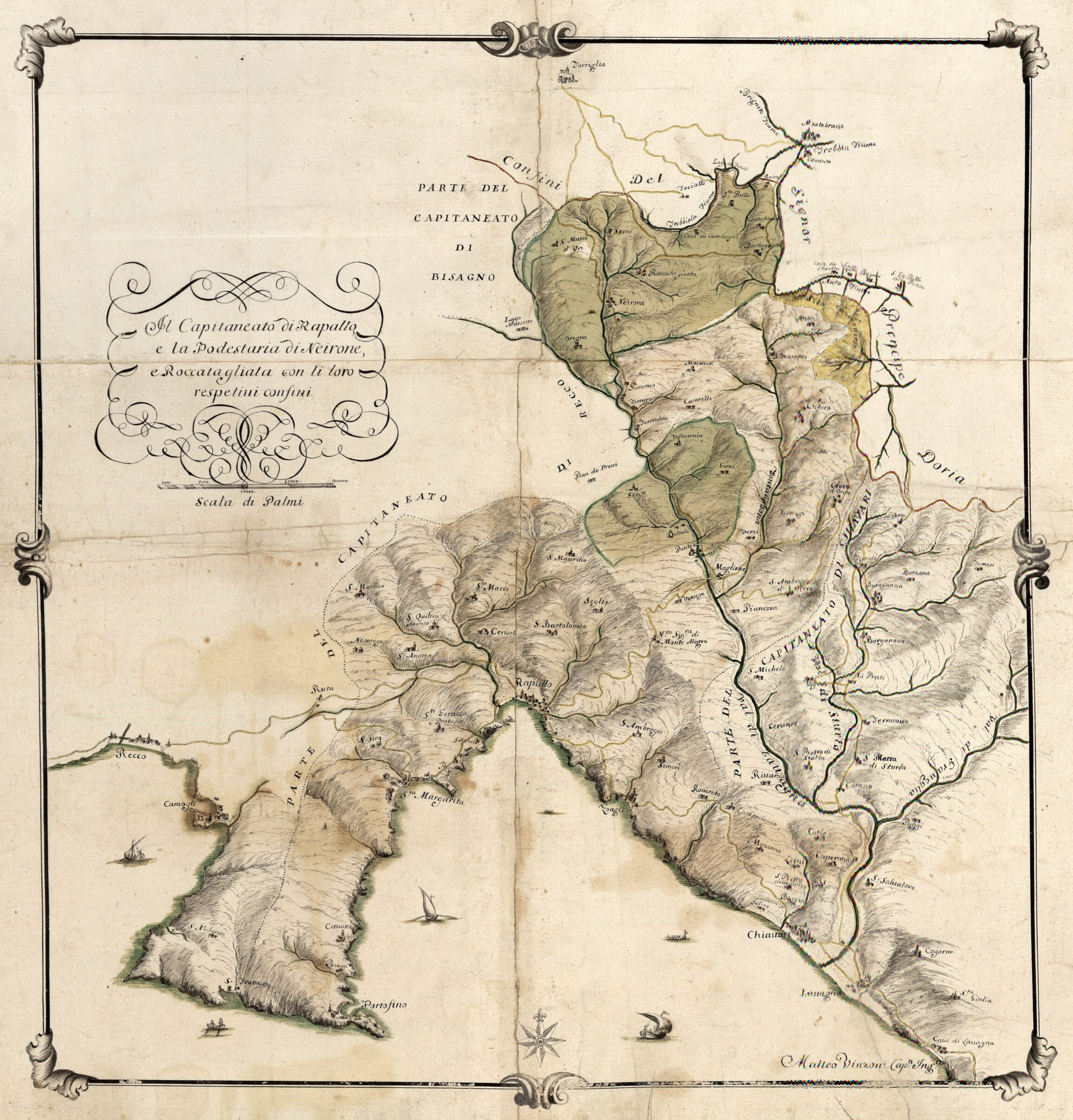
Mappa della podesteria di Neirone e Roccatagliata redatta dal Vinzoni nel 1725, in cui è chiaramente riportato il comune di Oregno (Ognio)

La presenza di antichi insediamenti umani nella vallata è riscontrabile già dal V secolo a.C., in epoca preromana. La prime citazioni documentali risalgono invece ai documenti ecclesiastici, in particolare ai registri arcivescovili del 1147 e del 1149.
L'antica locale chiesa, intitolata a san Rocco, fu edificata - almeno nella sua forma attuale - fra il 1582 e il 1603, anno in cui fu ordinata parrocchia dall'arcivescovo di Genova Orazio Spinola. Furono numerosi e frequenti i lavori di rifacimento e restauro nei secoli successivi. Nella facciata è presente una statua del santo risalente al 1875 e, all'interno, numerose opere di rilievo artistico e un organo a canne del 1888, interamente restaurato nel 2016.
Nel 1660 è riportata nei registri ecclesiastici la vicenda di Cesare Connio di Rapallo, predicatore eremita che si era presentato a Ognio come chierico, creando scompiglio nella popolazione e rivaleggiando col rettore, tanto che, dopo che la popolazione si era divisa tra favorevoli e contrari al predicatore, fu necessaria una sentenza di allontanamento stabilita della curia.
Nel 1904, i registri comunali riportano l'edificazione, fra le infrastrutture di primaria necessità, di una fontana pubblica a Ognio.
La frazione, di origini antiche (dei 130 edifici residenziali, 71 sono antecedenti al 1919), ebbe una costante crescita demografica fino al XIX secolo; poi, come molti altri paesi della Liguria, fra il 1880 e la prima metà del 1900, fu interessata dai flussi migratori verso la Germania, il Nord America e l'America Latina. Dal censimento preunitario del Regno di Sardegna, nel 1858 risultavano a Ognio 381 abitanti, saliti a 744 nel censimento generale del 1901, scesi a 68 residenti stabili nel 1971, per poi costantemente risalire nei successivi decenni sino a più che raddoppiare (144) nel 2011, (esclusa comunque la popolazione vacanziera e stagionale che costituisce un importante elemento demografico per l'intera area comunale). Sono giunte a noi anche testimonianze epistolari dell'emigrazione a cavallo fra il XIX e XX secolo da Ognio, conservate nell'archivio ligure della scrittura popolare. Nel 1956 il quotidiano L'Unità narrò la notizia del centenario Giuseppe Avantino giunto a Ognio percorrendo un'ora di mulattiera per votare alle elezioni amministrative del 1956.
Nella piazza centrale, in un antico edificio, ha sede la storica locanda-trattoria Del Pippo da Ugo, che fa parte dei Locali Storici d'Italia, attiva come osteria dal 1902 e precedentemente come alimentari già dal 1856. Nella piazza è presente anche l'ufficio postale, attivo in loco almeno dal 1912, il parco pubblico, e - sulla strada provinciale 20 a Ognio - la protezione civile con elisoccorso. A Ognio è collocata inoltre una delle stazioni di rilevamento della precipitazione utilizzate nell'analisi climatologica e idrografica della città metropolitana di Genova.
Nell'ottobre 2020 Poste Italiane, nell'ambito del progetto di valorizzazione dei piccoli comuni, ha installato nel borgo una delle Smart Letterbox in grado di fornire informazioni meteorologiche, comunicazioni pubbliche, e rilevare la presenza di corrispondenza per ottimizzare il ritiro.

## Monumenti di interesse

### Architetture religiose
- Chiesa di San Rocco, risalente almeno al XVII secolo, e ordinata parrocchia nel 1603 dall'arcivescovo di Genova Orazio Spinola.[9]

### Architetture civili
- Ponte storico in pietra, in buone condizioni statiche anche se interdetto al passaggio, è oggi affiancato al viadotto carrabile sulla strada da Ognio a Neirone.[29]
- Ristorante Del Pippo da Ugo, collocato in una villa storica, è attivo come osteria dal 1902 e precedentemente come alimentari già dal 1856. Fa parte dei locali storici d'Italia.[20][21]
- Villa Maia. Edificata in zona panoramica a 400 sul livello del mare, è stata successivamente trasformata in attività ricettiva.[30]
- Villa Adelia. Antica villa contadina, successivamente convertita in residenza protetta.[31]
- Scuola statale di Ognio. Unico plesso scolastico statale del comune, ha sede nella piazza principale del paese ed è intestata a Don Paolo Schenone, sacerdote emerito della parrocchia.[32]

## Società

### Tradizioni e folclore
La ricorrenza del patrono, san Rocco, è il 16 agosto, in occasione della quale viene organizzata la tradizionale sagra delle torte, giunta oltre alla quarantesima edizione.

## Cultura

### Scuole
A Ognio ha sede l'unico plesso scolastico del comune, attivo per la scuola primaria - insieme all'epoca agli altri tre complessi comunali di Neirone, Roccatagliata e San Marco d'Urri - già almeno dalla metà del XIX secolo (1859), come riportato negli annuari genovesi e nei documenti del regio ispettorato del Regno di Sardegna.

## Economia
Le attività della frazione sono state storicamente prevalentemente legate all'agricoltura, attività permeante l'intero territorio del comune; mentre la più moderna vocazione turistico naturalistica dell'area è confermata dalla presenza nel territorio della frazione di varie strutture ricettive - ristoranti, bed and breakfast, case vacanze e agriturismi - e dai numerosi percorsi naturalistici ed escursionistici.

## Infrastrutture e trasporti

### Strade
Collocato in posizione panoramica sulla valle, il borgo è attraversato dalla strada provinciale 20, sovrastante alla strada statale 225 della Val Fontanabuona, e dista dal centro di Neirone circa 2,5 km.

### Mobilità urbana
L'area è coperta dai servizi del trasporto pubblico AMT e connessa con Gattorna (e Neirone) dalla linea 819, e quindi con Genova e Chiavari dalla linea 715.

## Galleria d'immagini

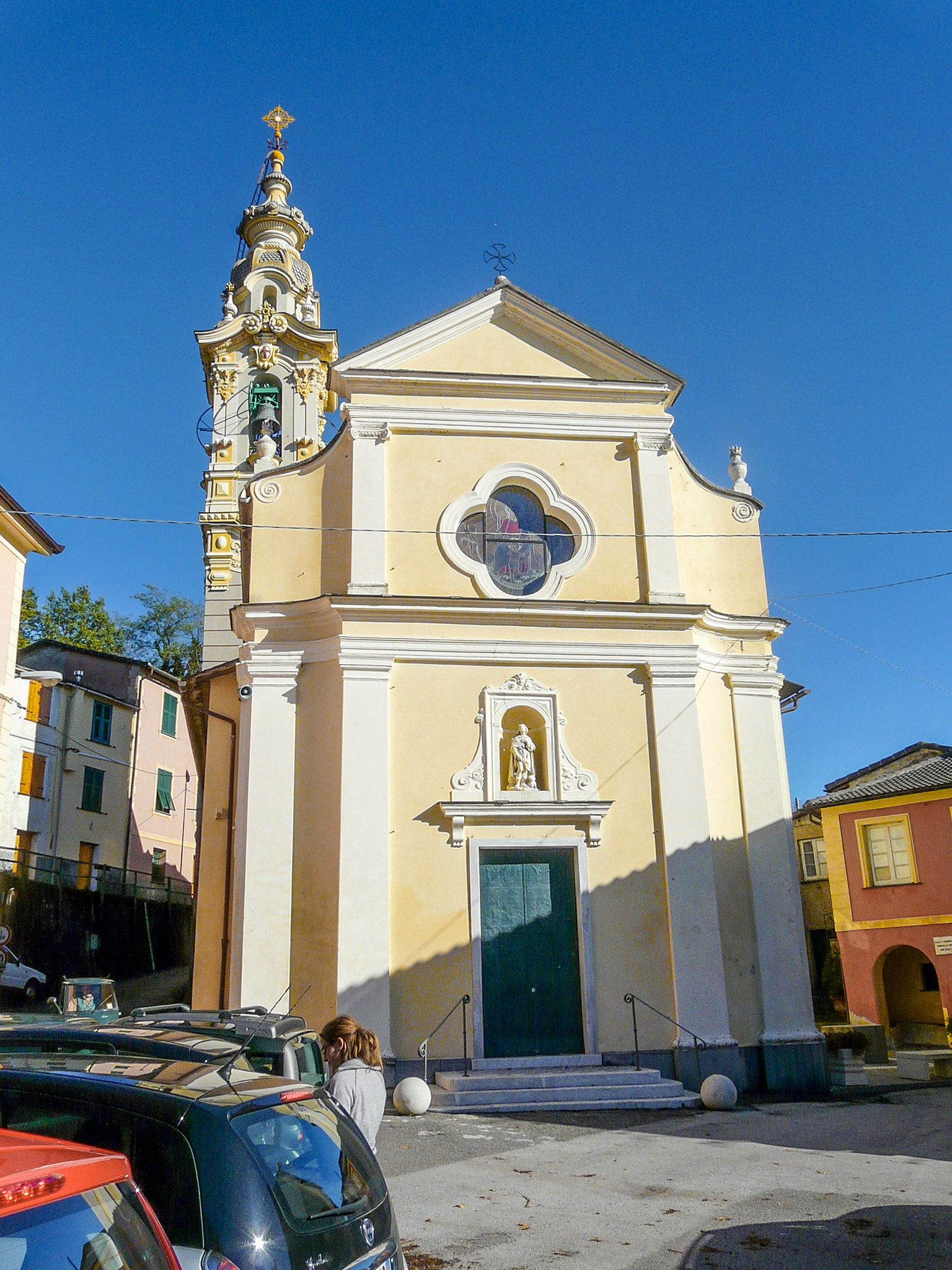
La chiesa di San Rocco a Ognio.
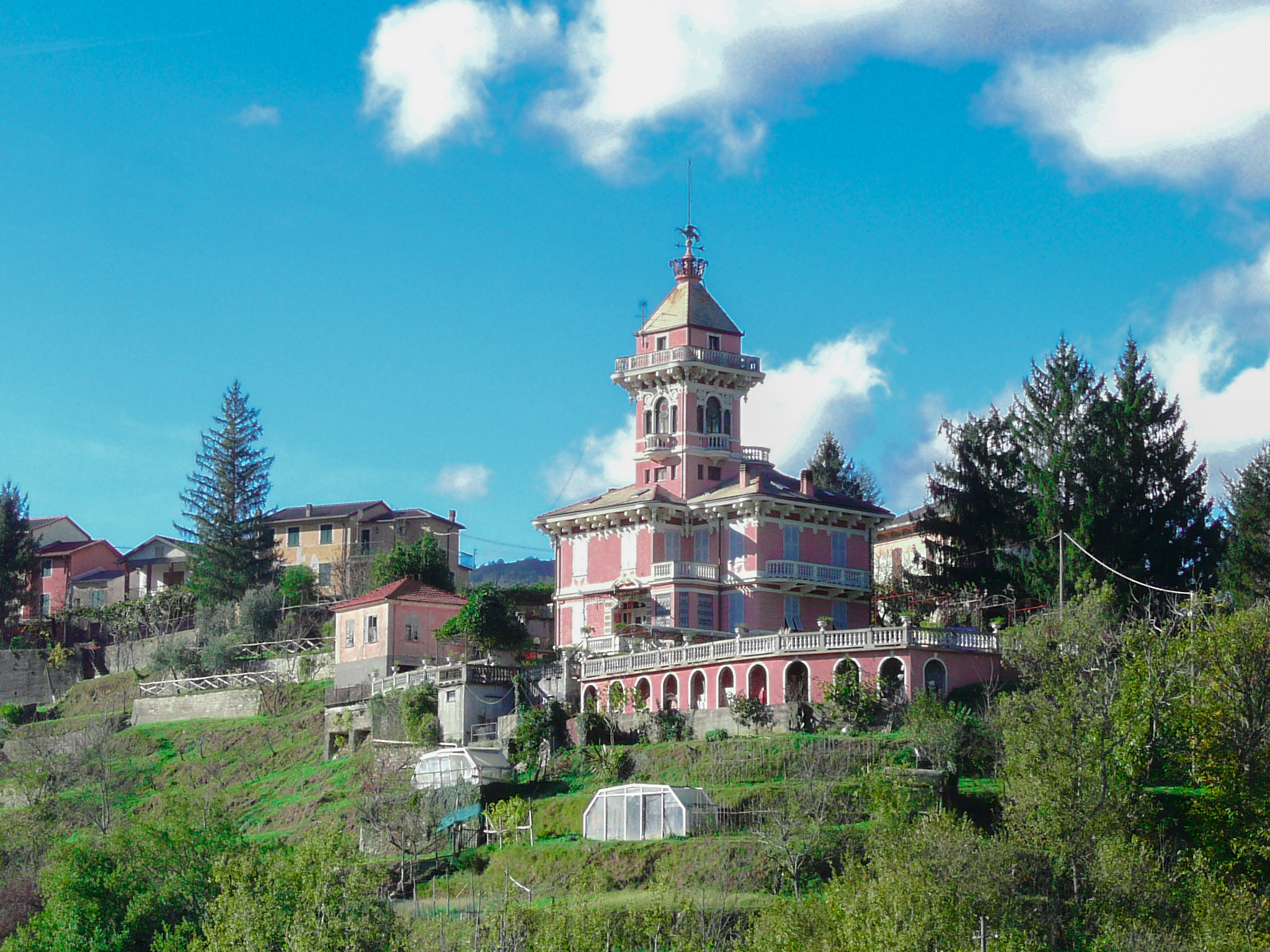
Villa a Ognio.
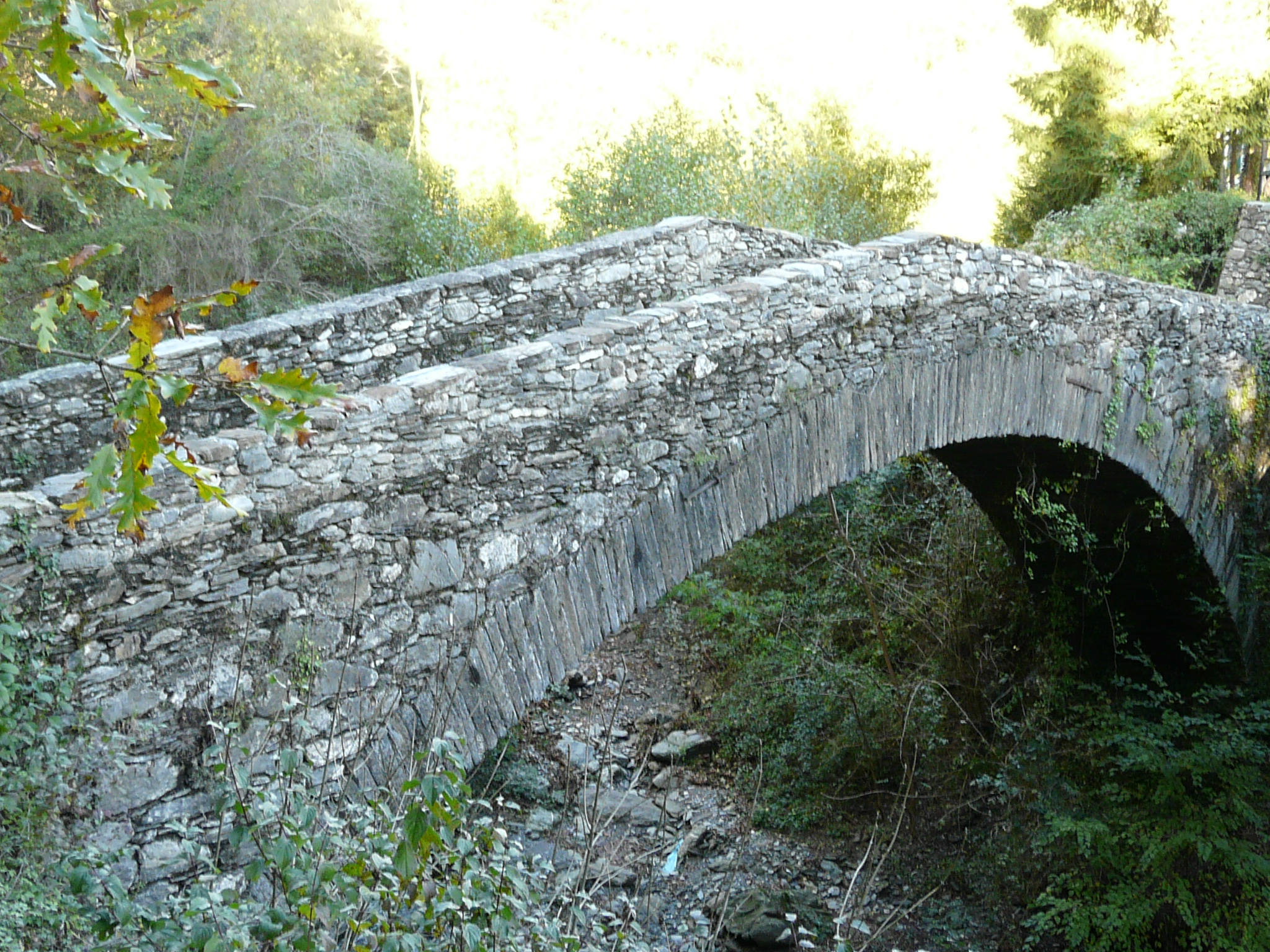
L'antico ponte in pietra nella strada fra Ognio e Neirone.
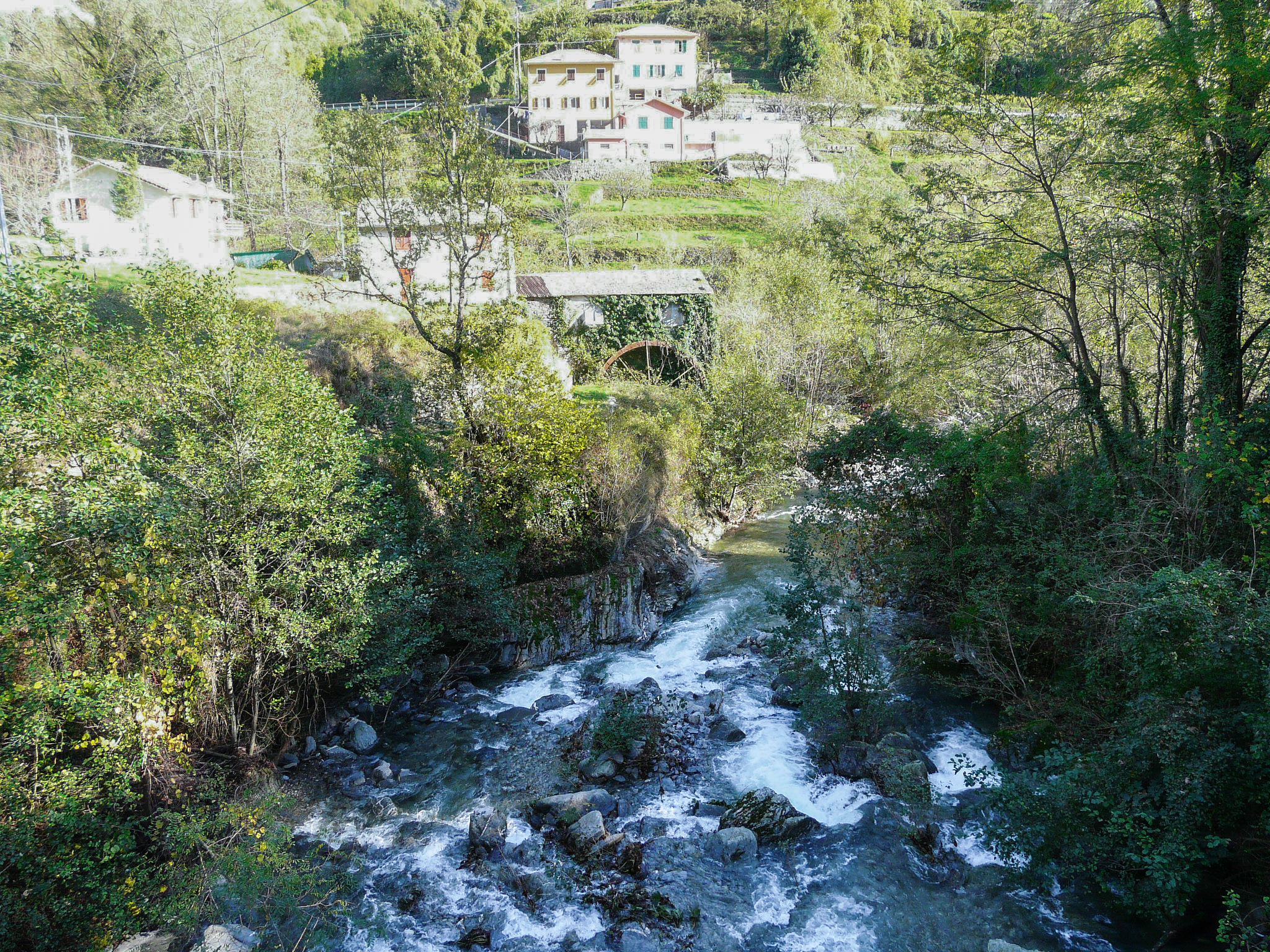
Il mulino storico.